# Kingston upon Thames
Kingston upon Thames è il quartiere centrale del Borgo reale di Kingston upon Thames, a Londra. Si trova 16 km a sud-ovest di Charing Cross.

## Storia

### Età romana
Kingston è stata costruita al primo incrocio del Tamigi dopo il London Bridge. La città venne occupata dai Romani, che fecero diventare Kingston upon Thames un agro pubblico.

### Medioevo
Nell'838 a Kingston upon Thames andarono ad incoronarsi sette re sassoni, i quali si sedettero sulla Coronation Stone, che dà il nome al distretto. A Kingston inoltre si tenne un consiglio al quale parteciparono Egbert del Wessex, il re del Wessex, e il suo figlio Ethelwulf.

### XX secolo
Per gran parte del XX secolo, Kingston fu un grande centro di produzione di velivoli militari specializzati nel combattimento. Furono costruiti a Kingston upon Thames i leggendari Sopwith Camel, Hawker Fury, Hawker Hurricane e Hawker Hunter. La produzione di velivoli militari terminò nel 1992.
Kingston diventò una città universitaria dopo la costruzione dell'Università di Kingston.

## Società

### Religione
A Kingston upon Thames è situata la All Saints Church, compresa religiosamente parlando nella Diocesi di Southwark.

## Infrastrutture e trasporti

### Stazioni ferroviarie
Le stazioni ferroviarie comprese nel territorio di Kingston upon Thames sono tre, ossia la Kingston railway station, la Norbiton railway station e la Hampton Wick railway station. Altre stazioni ferroviarie vicino a Kingston (ma non comprese nel suo territorio) sono quella di Surbiton e quella di Berrylands. Tutte le stazioni sono servite per treni dalla London Waterloo station.

### Metropolitana di Londra
A Kingston upon Thames non è presente alcuna stazione della metropolitana di Londra: è possibile tuttavia raggiungere il distretto grazie alle stazioni di Wimbledon e Wimbledon Park, e anche Richmond.

### Autostrade
Kingston upon Thames è servita dalle A3, A240, A307 (via Portsmouth Road), A308 e A310.

## Cultura

### Istruzione

#### Scuole
Kingston ospita l'Università di Kingston (Kingston University) e il Kingston College. Nell'area sono presenti 34 scuole primarie (includendo gli asili), fra le quali 14 sono scuole religiose, 10 sono scuole secondarie e 14 scuole private. Alcune fra le scuole di Kingston più importanti sono Latchmere School e Fern Hill Primary School (fra le primarie), Kingston Grammar School (fra le private) e la Tiffin School e la Tiffin Girls' School (fra le secondarie).

### Arte
A Kingston upon Thames è presente un'attrazione molto singolare, il cui nome è Out of Order (letteralmente: Fuori servizio). In quest'attrazione sono presenti delle cabine telefoniche poste l'una addosso all'altra in modo che ricordi il domino. 
L'opera è stata realizzata da David Mach.

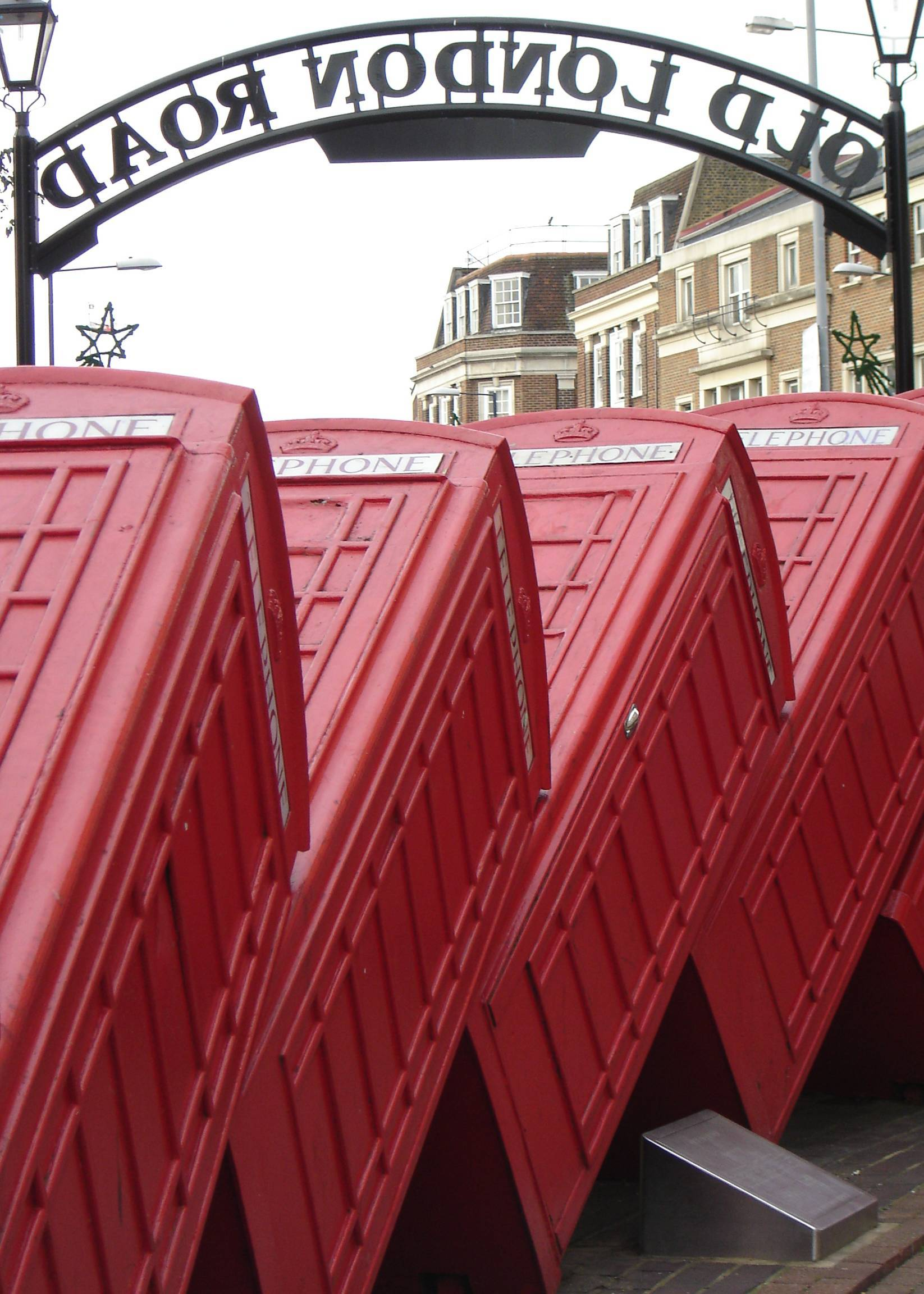
L'opera Out of Order, simbolo del distretto.

## Galleria d'immagini

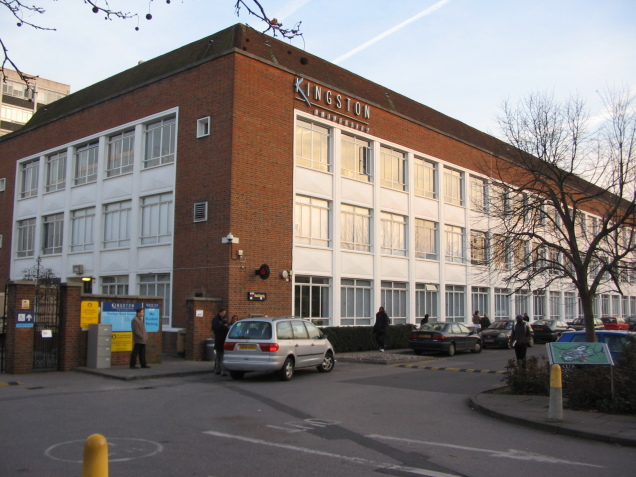
La Kingston University.
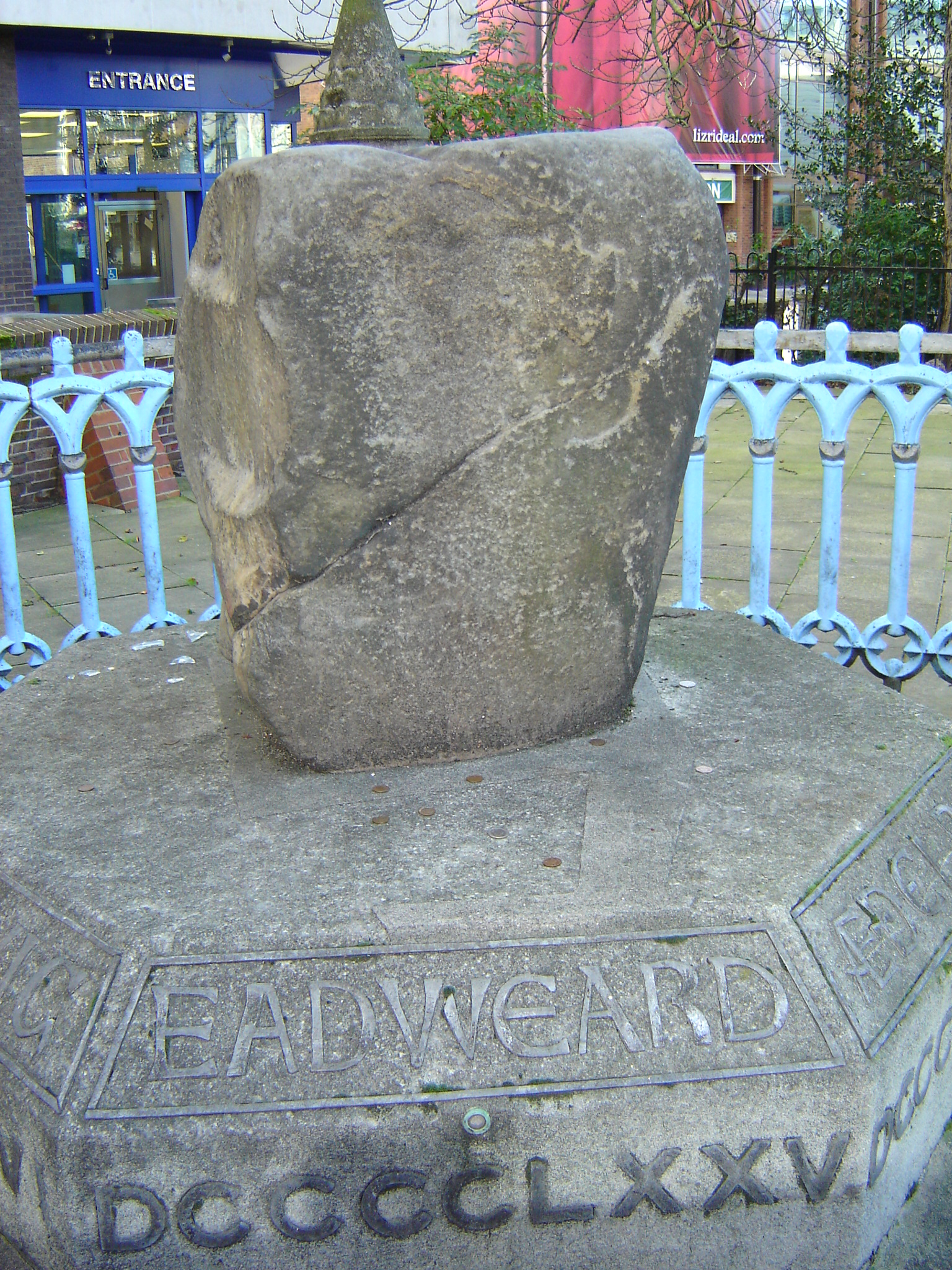
La Coronation Stone.
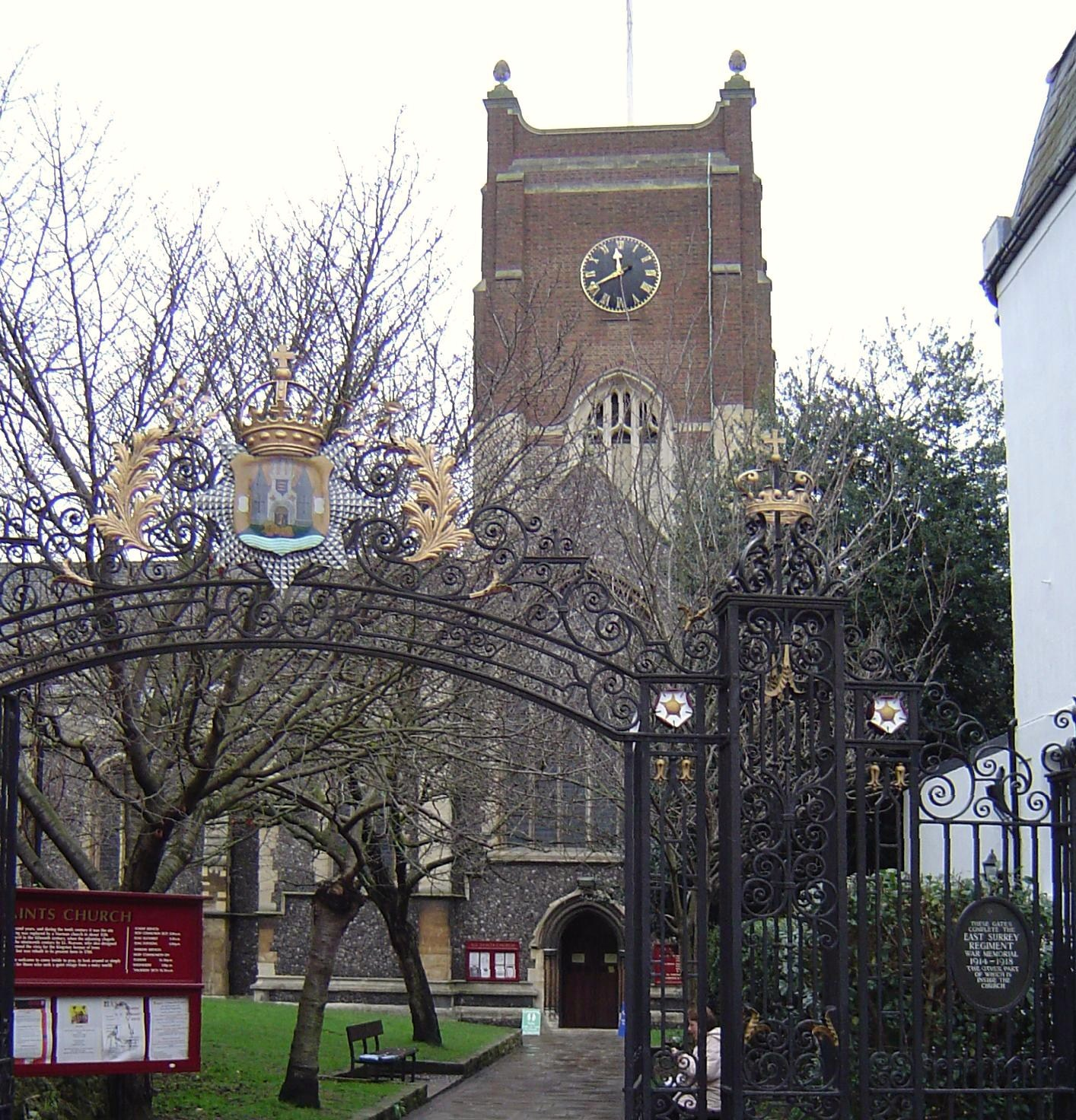
L'All Saints Church.
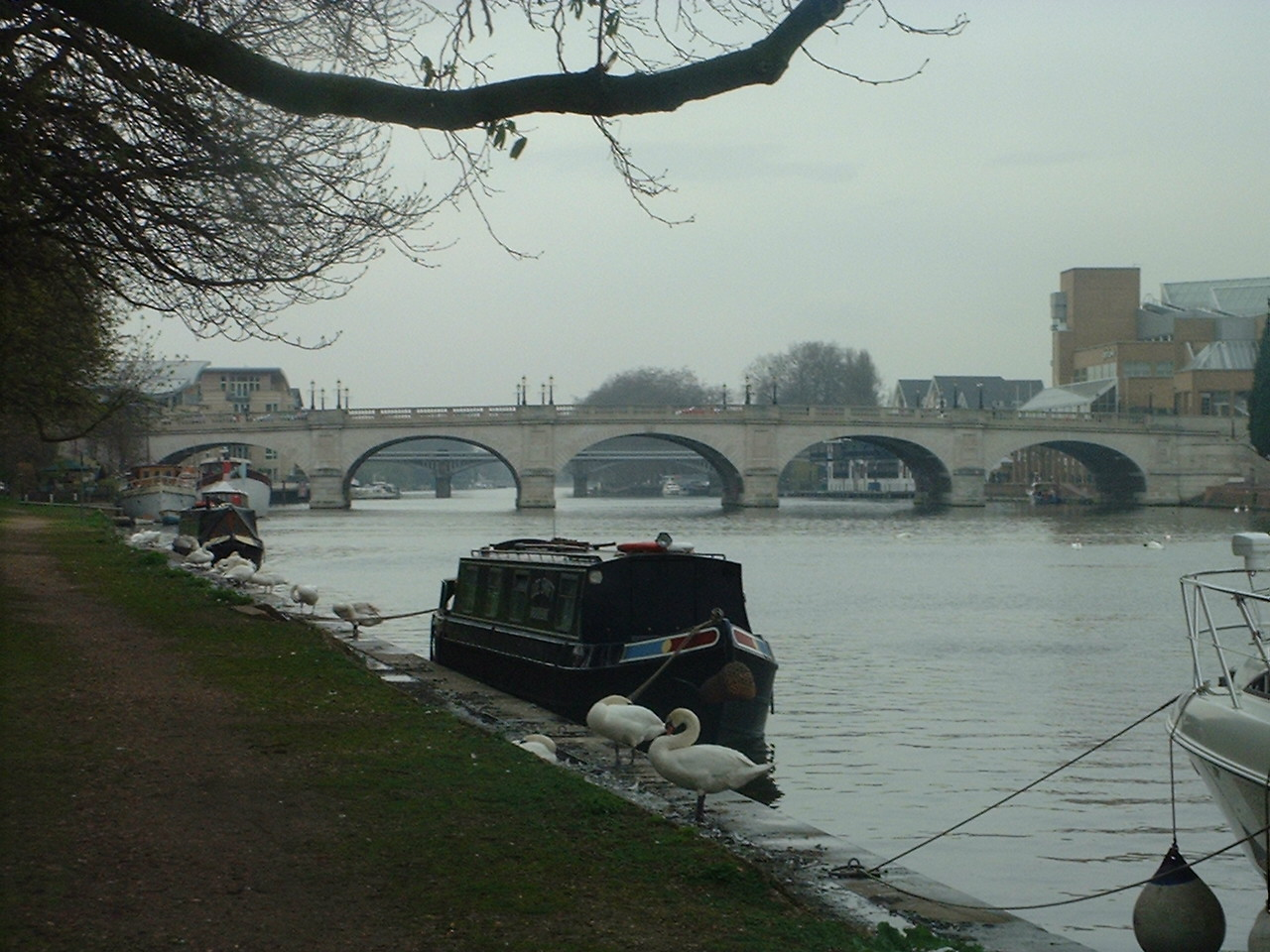
Il Kingston Bridge, ubicato nel distretto.
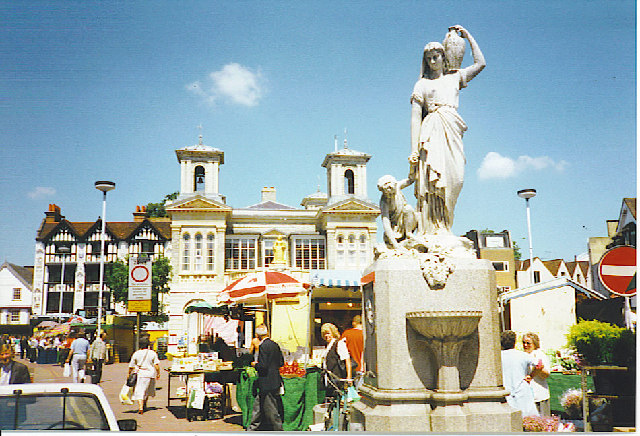
Particolare del florido mercato di Kingston upon Thames.
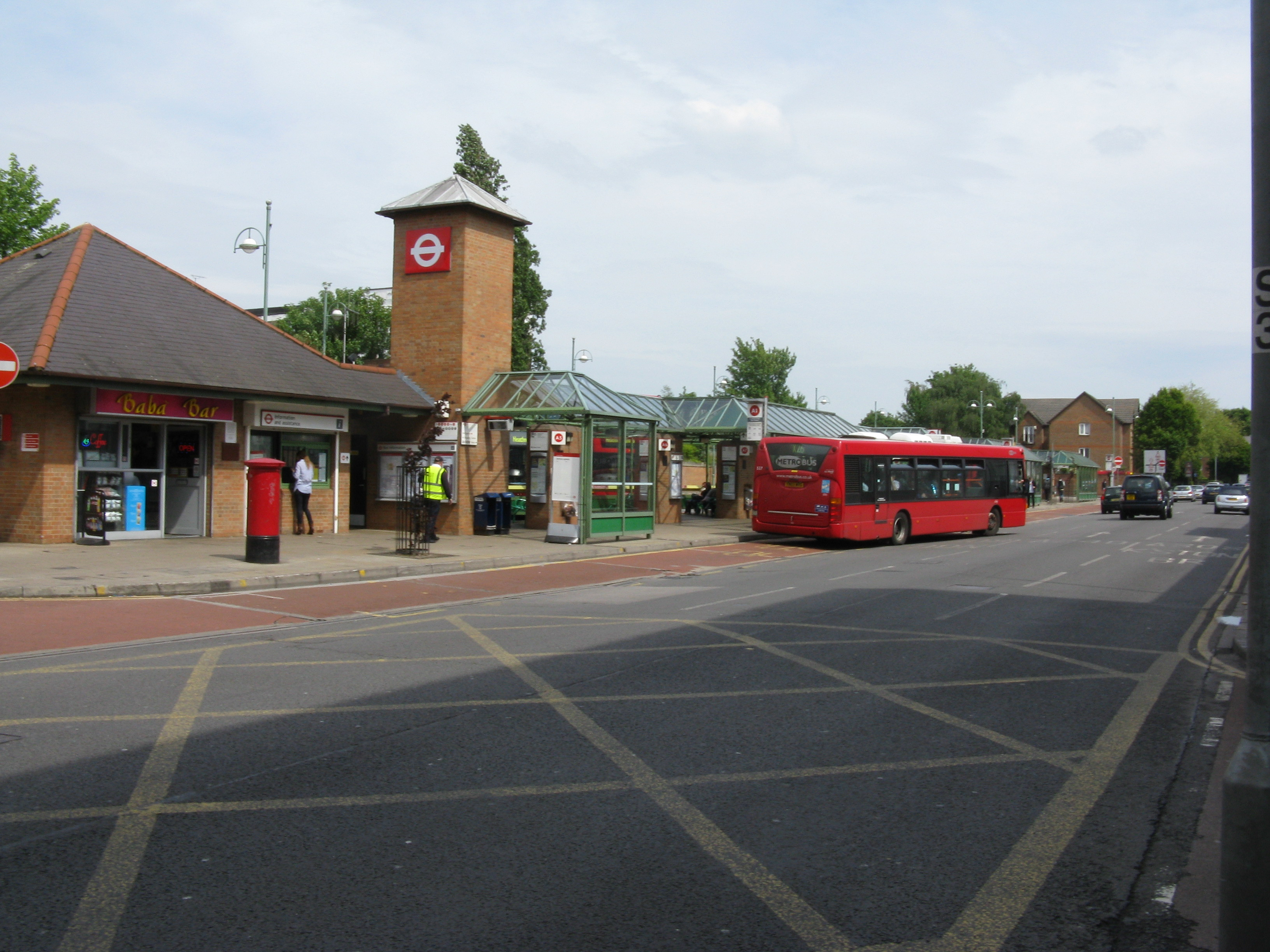
La stazione dei bus di Kingston upon Thames (da come si nota dal simbolo sulla torretta).